# Bacon, le film
Pour plus de détails, voir Fiche technique et Distribution.
Bacon, le film est un film documentaire réalisé par Hugo Latulippe, sorti le 7 septembre 2001. Ce long-métrage témoigne sur l’accroissement rapide des « mégaporcheries » et toutes les conséquences sociales et environnementales autour de cela, ainsi que celles issues du néolibéralisme.

## Synopsis
Toute industrie est susceptible de se vouer aux conséquences extrêmes issues du système capitaliste ; l’industrie porcine n’en fait pas l’exception, mais bien la règle. Celle-ci est en expansion rapide et pose de sérieux enjeux sociaux et environnementaux.

Hugo Latulippe partage son point de vue sur  tout ce qui se rattache aux porcheries entre autres, la condition des cochons. Il partage des images choquantes qu’il a capturées tout au long de son trajet.

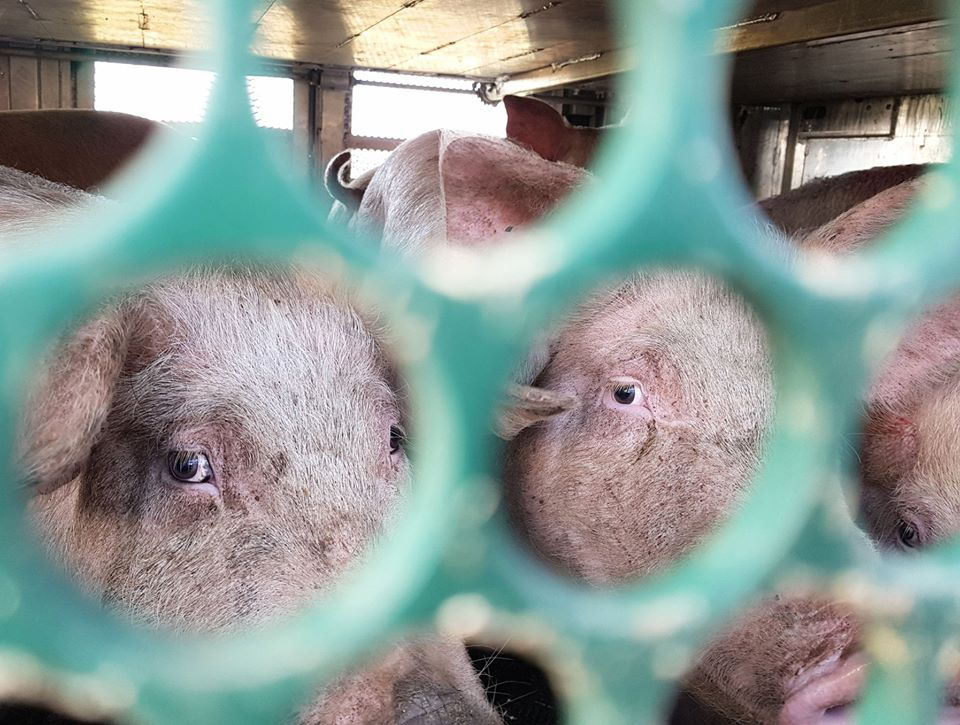
Porcs à bord d'un camion d'abbatoir.

## Diffusion et réception

### Diffusion
- Diffusion spéciale en soirée, à la télévision, sur les ondes de Télé-Québec le 12 novembre 2001[2];

- Diffusion au Centre d’écologie urbaine à Montréal[3];
- Diffusion à l'auditorium Dufour à Saguenay[4].

Bacon, le film est disponible à visionner sur le site web de l’ONF. 

### Réception
La réception face à ce documentaire était unanime ; d’un côté se présentaient les articles de journaux soulignant les motifs exprimés par le documentaire, les lettres de citoyens engagés, ainsi que l’avis des scientifiques et des avocats.
Cependant, Bacon, le film fut critiqué par la Fédération des producteurs de porcs du Québec pour son manque d'objectivité.

## Prix et nominations
- Prix Gémeaux 2002: Meilleure recherche documentaire[6].

- Festival international canadien du documentaire Hot Docs 2002: Silver award — People's Choice.

- Les Rendez-vous du cinéma québécois 2002: Mention spéciale du jury pour le Prix Pierre-et-Yolande-Perrault.